# Love Is Here to Stay
| Оценки критиков    | Оценки критиков |
| Источник           | Оценка          |
| ------------------ | --------------- |
| AllMusic           | [ 1 ]           |
| Glide Magazine     | [ 2 ]           |
| Jazz Forum         | [ 3 ]           |
| Spectrum Culture   | [ 4 ]           |
| The Spill Magazine | [ 5 ]           |
| The Times          | [ 6 ]           |

Love Is Here to Stay — совместный студийный альбом американского певца Тони Беннетта и канадской певицы Дайаны Кролл (её четырнадцатый студийник), вышедший 14 сентября 2018 года на лейблах Verve Records и Columbia Records. Это трибьют-альбом Джорджу и Айре Гершвинам. В альбоме принимает участие нью-йоркская джазовая группа Bill Charlap Trio. Эксклюзивное издание CD с двумя бонус-треками было выпущено в Target, а непрозрачный винил красного цвета был доступен исключительно в Barnes & Noble.
Альбом получил положительные отзывы музыкальных критиков, возглавил джазовые чарты в Австралии, Великобритании, США (№ 1 в Billboard Jazz) и Швейцарии, а также получил платиновую сертификацию в Польше.

## История
Все песни в альбоме взяты из американского песенника Great American Songbook и написаны Джорджем Гершвином, а слова — Айрой Гершвином. Беннетт впервые записал «Fascinating Rhythm» в 1949 году. Записав песню снова для альбома Love Is Here to Stay, он получил титул рекордсмена Guinness World Records за «самый большой промежуток времени между выпуском оригинальной записи и перезаписью того же сингла одним и тем же исполнителем». По словам судьи Гиннесса, который руководил установлением рекорда, этот срок составляет 68 лет и 342 дня. Беннетт и Кролл дружат уже более двух десятилетий. Ранее Кролл участвовала в записи двух альбомов Беннетта, Duets: An American Classic (2006) и Playin’ with My Friends: Bennett Sings the Blues (2001). Эта пластинка — их первый совместный полноформатный проект.

## Отзывы
Альбом получил положительные отзывы музыкальных критиков.
Крис Пирсон из The Times дал альбому четыре звезды из пяти, отметив: «Поклонники Тони Беннетта уже смирились с тем, что он выпускает дуэтные альбомы, даже если ему лучше всего удаются сольные. Этот пример более приятен, чем большинство других, поскольку в нём он выступает в паре с Дайаной Кролл, одной из немногих молодых певиц, разделяющих его глубокое понимание Великой американской книги песен. Кроме того, их поддерживает трио пианиста Билла Чарлапа…». Джон Пол из Spectrum Culture отметил: «В альбоме Love Is Here to Stay нет ничего, что могло бы переписать наследие обоих артистов — они оба были лучше раньше, и диапазон Беннетта уже не совсем тот, что раньше (но у кого есть диапазон после 70 лет в этом бизнесе?) Но тем не менее это приятная пара двух самых классических джазовых вокалистов, которые все ещё работают и, что более важно, все ещё наслаждаются процессом. Нам всем стоит надеяться на такую активность, если мы окажемся в нестаром возрасте».
Стивен Томас Эрлевайн из AllMusic отметил: «Трио Билла Чарлапа оказывает паре сочувственную поддержку, сохраняя лёгкость и пышность звучания, помогая превратить этот альбом в очаровательное свидетельство стойкости — стойкости каталога Гершвина, сотрудничества Кролл и Беннетта, и, особенно, того, как Тони Беннетт может по-прежнему звучать полностью преданным песням, на исполнение которых он потратил десятилетия». Бобби Рид из DownBeat писал: «Беннетт и Кролл предлагают 10 восхитительных дуэтов […] и каждый вокалист исполняет по одной сольной песне: он — „Who Cares?“, она — „But Not For Me“. Как соль и перец могут сочетаться в рецепте, так и авторитетный вокал Беннетта и более деликатная подача Кролл дополняют друг друга, а несколько мелодий завершаются восхитительным пением в унисон». Ли Мергнер из JazzTimes отметил: «Выпустив Love Is Here to Stay, изысканный дуэтный альбом с Дайаной Кролл, Беннетт ещё больше укрепил своё наследие как один из величайших певцов в американской музыке».

## Коммерческий успех
Диск возглавил джазовые чарты в США (№ 1 в Billboard Jazz), Австралии, Великобритании и Швейцарии, достиг № 19 в основном чарте в Канаде и № 11 в Billboard 200.

## Список композиций
Все тексты написаны Ira Gershwin, кроме указанных, вся музыка написана George Gershwin.
| №                   | Название                            | Текст песни                      | Длительность |
| ------------------- | ----------------------------------- | -------------------------------- | ------------ |
| 1.                  | «'S Wonderful»                      |                                  | 2:52         |
| 2.                  | «My One and Only»                   |                                  | 2:50         |
| 3.                  | «But Not for Me» (Соло Diana Krall) |                                  | 3:07         |
| 4.                  | «Nice Work If You Can Get It»       |                                  | 2:45         |
| 5.                  | «Love Is Here to Stay»              |                                  | 4:28         |
| 6.                  | «I Got Rhythm»                      |                                  | 2:00         |
| 7.                  | «Somebody Loves Me»                 | George DeSylva Ballard MacDonald | 3:42         |
| 8.                  | «Do It Again»                       | DeSylva                          | 2:55         |
| 9.                  | «I've Got a Crush on You»           |                                  | 4:00         |
| 10.                 | «Fascinating Rhythm»                |                                  | 2:43         |
| 11.                 | «They Can't Take That Away from Me» |                                  | 3:25         |
| 12.                 | «Who Cares?» (Соло Tony Bennett)    |                                  | 1:59         |
| Общая длительность: | Общая длительность:                 | Общая длительность:              | 36:46        |

| №                   | Название                                             | Длительность |
| ------------------- | ---------------------------------------------------- | ------------ |
| 13.                 | «How Long Has This Been Going On» (Соло Diana Krall) | 4:13         |
| 14.                 | «Oh, Lady Be Good!» (Соло Tony Bennett)              | 1:48         |
| Общая длительность: | Общая длительность:                                  | 42:47        |

| №                   | Название                                             | Длительность |
| ------------------- | ---------------------------------------------------- | ------------ |
| 13.                 | «How Long Has This Been Going On» (Соло Diana Krall) | 4:13         |
| 14.                 | «A Foggy Day» (Соло Tony Bennett)                    | 2:27         |
| Общая длительность: | Общая длительность:                                  | 43:26        |

| №                   | Название                      | Длительность |
| ------------------- | ----------------------------- | ------------ |
| 1.                  | «Fascinating Rhythm»          | 2:42         |
| 2.                  | «Nice Work If You Can Get It» | 2:45         |
| 3.                  | «Love Is Here to Stay»        | 4:28         |
| Общая длительность: | Общая длительность:           | 9:55         |

## Позиции в чартах
| Чарт (2018)                            | Высшая позиция |
| -------------------------------------- | -------------- |
| Австралия (ARIA)                       | 30             |
| Австралия Jazz & Blues Albums (ARIA)   | 1              |
| Австрия (Ö3 Austria)                   | 4              |
| Бельгия/Фландрия (Ultratop)            | 22             |
| Бельгия/Валлония (Ultratop)            | 17             |
| Канада (Canadian Albums Chart)         | 19             |
| Чехия (ČNS IFPI)                       | 14             |
| Нидерланды (Album Top 100)             | 71             |
| Франция (SNEP)                         | 40             |
| Германия (Offizielle Top 100)          | 20             |
| Греция (IFPI)                          | 11             |
| Венгрия (MAHASZ)                       | 35             |
| Италия (Classifica album)              | 19             |
| Япония Hot Albums (Billboard Japan)    | 40             |
| Япония (Oricon)                        | 29             |
| Польша (ZPAV)                          | 13             |
| Португалия (AFP)                       | 1              |
| Шотландия (Scottish Albums Chart)      | 25             |
| Республика Корея (Gaon)                | 93             |
| Испания (PROMUSICAE)                   | 10             |
| Швейцария (Schweizer Hitparade)        | 12             |
| Швеция Jazz Albums (Sverigetopplistan) | 1              |
| Великобритания (UK Albums Chart)       | 33             |
| 1                                      |                |
| США (Billboard 200)                    | 11             |
| США (Billboard Top Jazz Albums)        | 1              |

| Чарт (2018)                          | Позиция |
| ------------------------------------ | ------- |
| Австралия Jazz & Blues Albums (ARIA) | 5       |
| США Top Jazz Albums (Billboard)      | 1       |

| Чарт (2019)                          | Позиция |
| ------------------------------------ | ------- |
| Австралия Jazz & Blues Albums (ARIA) | 24      |
| США Top Jazz Albums (Billboard)      | 2       |

## Сертификации
| Регион                                                                      | Сертификация | Продажи |
| --------------------------------------------------------------------------- | ------------ | ------- |
| Польша (ZPAV)                                                               | Платиновый   | 10 000  |
| Данные о продажах + прослушиваниях приведены только на основе сертификации. |              |         |